# کرامکووکا ماوا
کرامکووکا ماوا (به لهستانی:  Kramkówka Mała) یک روستا در لهستان است که در گمینا گونگانز واقع شده‌است.